# 杉浦直樹
杉浦 直樹（すぎうら なおき、1931年〈昭和6年〉12月8日 - 2011年〈平成23年〉9月21日）は、日本の俳優。フリーランス。血液型はB型

## 来歴・人物
愛知県岡崎市に生まれる。従兄は数学者で東京大学名誉教授の杉浦光夫。戦争末期、愛知県岡崎中学校（現・愛知県立岡崎高等学校）に入学。1945年、学徒動員により日清紡績美合工場に送られ、終戦まで飛行機を作る毎日を送る。
1946年春、当時岡崎中学校で教鞭を執っていた画家の山本鍬太郎が演劇部を設立すると、すぐに入部。1948年4月の学制改革により愛知県立岡崎北高等学校に移る。杉浦の所属する演劇部は尾張、西三河、東三河の代表が競う県大会に一度出場するが、台本に三島由紀夫の作品を用いたことから審査員から「学生にあるまじきものだ」と批難を浴びた。1950年、岡崎北高校ではなく、岡崎高校を卒業した（高2回生）。日本大学芸術学部中退。在学中に、西村晃、岡田英次ら所属していた新協劇団の研究生に。1950年に内田良平、小松方正らとともに新演劇研究所を設立し主に舞台演劇で活躍。スタニスラフスキー・システムのもと訓練を行った。
映画では、1957年の石原裕次郎主演の『俺は待ってるぜ』でデビュー。続いて、1958年に石原裕次郎、小林旭、宍戸錠出演の『錆びたナイフ』で印象的な敵役を演じ、注目を集める。1958年に松竹に入社しにんじんくらぶに所属、二枚目役にも挑戦し活動範囲を広げる。1962年には松竹を退社し、1965年のにんじんくらぶ分裂後は、劇団欅の結成に参加した後、フリーとなった。この間、1963年頃、神戸市生田区のキャバレー「新世紀」前の路上で泥酔し、パトロール中の兵庫県警生田署員に発見され、職務質問を受けるとこれに殴りかかり、連行された生田派出所内で暴れてガラスを割り、トラ箱で一夜を過ごしたことがある。
以降はテレビドラマに比重を置き、向田邦子作品（『父の詫び状』『あ・うん』など）や『赤い魂』などの名作にも出演した。
2006年9月、脳梗塞を発症したため出演舞台を降板。以後はリハビリのために休業していたが、2011年8月に体調を崩し入院、9月21日午後7時23分に肺腺癌のため東京都内の自宅で死去。79歳没。最期の言葉は「私の人生、メデタシ、メデタシ」「皆さんにありがとうと言って下さい」。
私生活では若いころに一度結婚していたがその後離婚、独身生活を長く続けていたが、晩年に再婚。酒豪・愛煙家であり、日本酒一升は軽く、たばこは両切りピースを好んでいた。演技に生活臭がでるのを嫌い、脳梗塞で倒れるまでは都内の一流ホテルで生活していた。錦鯉の愛好家であり、ホテルの部屋も庭の鯉が見える『1151号室』（いいこい）に宿泊していた。

## 受賞歴
- 1984年に映画『ときめきに死す』でアジア太平洋映画祭助演男優賞を受賞。
- 1987年にドラマ『今朝の秋』で第25回ギャラクシー賞を受賞。
- 1994年に舞台『恋ぶみ屋一葉』で第2回読売演劇賞優秀男優賞を受賞。
- 2001年に舞台『あ・うん』で第27回菊田一夫演劇賞を受賞。
- 2006年に旭日小綬章を受章[7]。

## 出演作品

### テレビドラマ
- 私は告発します（1957年、日本テレビ）
- 照る日曇る日（1958年、NHK）
- ヤシカゴールデン劇場 / 恋人（1959年、日本テレビ）
- 隣りの椅子（1959年、日本テレビ）
- 敦煌（1960年、NHK）
- 近鉄金曜劇場（朝日放送）
  - 浅草ろまねすく 前後編（1962年、TBS）
  - 半身（1963年、TBS）
  - あだこ（1964年、TBS）
- 鏡子の家（1962年、TBS）
- 東芝日曜劇場（TBS）
  - やさしき夜の物語（1962年）
  - 札幌夫人（1963年、北海道放送）
  - 思いでの雪 樋口一葉（1967年、中部日本放送）
  - 夫婦のプレゼント（1969年、中部日本放送）
  - 羽音（1969年、北海道放送）
  - 偽りの季節（1970年、朝日放送）
  - 女の休暇（1974年）
  - わが世の春（1975年）
  - 愛する人は…（1976年）
  - 女の秋（1976年）
  - 危険な賭（1984年）
  - あたしも女よ（1984年）
  - 優しい嘘（1985年、中部日本放送）
  - 妻の二泊三日（1986年）
  - かたすみの椅子（1986年）
  - ファミリイネーム（1986年）
  - 再会（1990年）
  - 二組の、ちょっといい夫婦（1992年）
  - 父の鎮魂歌 海軍主計大尉小泉信吉（1992年）
- 男嫌い（1963年、日本テレビ）
- 三百六十五夜（1963年、関西テレビ）
- 図々しい奴（1963年、TBS）
- Uターン禁止（1963年、フジテレビ）
- でっかく生きろ!（1964年、TBS）
- 男嫌いシリーズ 四重奏（1964年、日本テレビ）
- 風船（1964年、関西テレビ）
- 当選率1%（1965年、NHK）
- 日産スター劇場（日本テレビ）
  - 鍵を拝借（1965年）
  - ママ、お嫁さんが欲しい（1965年）
  - 命なりけり（1965年）
  - 未亡人と四人の紳士（1965年）
  - 出口はどこだい!（1965年）
  - おれの女だ（1966年）
  - 競馬と女のあるかぎり（1966年）
  - 嫌い!好き!!（1966年）
  - 女の振り子が止まるとき（1966年）
  - 奥様浮気をどうぞ（1967年）
  - 誰かがあなたを待っている（1967年）
  - いとこ同志（1967年）
  - 立ち入り禁止・恋と恋（1969年）
- 風雪（NHK）
  - 落ち椿（1965年）
  - ある青春の息の寝 倉田百三（1965年）
- てっぺん野郎（1965年、TBS）
- 雨の中に消えて[8]（1966年、日本テレビ）
- 喜劇 はいから鯉さん（1967年、日本テレビ）
- 泣いてたまるか「先生勇気を出す」（1967年、TBS）
- 泣いてたまるか「からすなぜ鳴く」（1967年、TBS）
- われら弁護士（1968年、日本テレビ）
- 水曜劇場 / きんきらきん（1969年、TBS）
- 待ってますワ（1969年、TBS）
- Oh!それ見よ（1969年、TBS）
- あいつの季節（1969年、TBS）
- バラエティドラマ 歌謡曲だよ人生は（1970年、毎日放送）
- ポーラ名作劇場 / 大変だァ（1970年、毎日放送）
- 水曜劇場 / 時間ですよ（1970年、TBS）
- 水曜劇場 / こけこっこー!（1970年、TBS）
- テレビスター劇場
  - 産科・歯科 - 第1シリーズ（1970年、毎日放送）
  - 未婚・結婚・未再婚（1972年、毎日放送） - 安念太郎 役
- 日産火曜劇場 / 木下恵介アワー「たんとんとん」（1971年、TBS）
- 七つちがい（1971年、日本テレビ） - 八条 役
- 知らない同志（1972年、TBS） - 今西健太郎 役
- ナショナルゴールデン劇場（NET）
  - にんじんの詩（1972年） - 山本昇 役
  - 黄色いトマト（1973年） - 今井 役
  - ねぎぼうずの唄（1974年） - 田代 役
  - さやえんどう（1975年） - 田村京介 役
  - 玉ねぎ横丁の花嫁さん（1976年） - 花丸銀平 役
  - 渡された場面（1978年） - 越智達雄 役
- 私は忘れたい（1972年、TBS）
- アイフル大作戦（1973年、TBS） - 南条京太郎
- 木下恵介アワー「わが子は他人」（1974年、TBS） - 和泉元 役
- 家族あわせ（1974年、TBS）
- 真夜中のあいさつ（1974年、TBS）
- はじめまして（1975年、TBS）
- 銀河テレビ小説（NHK）
  - 江分利満氏の優雅な生活（1975年） - 江分利満 役、ギャラクシー賞受賞作品
  - 思い出トランプ（1984年）
  - おとんぼ（1987年）
- 高原へいらっしゃい（1976年、TBS） - ルポライター・柳田 役
- かあさん堂々（1977年、TBS） ‐ 千家冬樹 役
- 岸辺のアルバム（1977年、TBS） - 田島謙作 役
- 亭主の家出（1978年、九州朝日放送） - 浦山春男 役
- 水曜劇場 / なぜか初恋・南風（1980年、TBS）
- あ・うん（1980年、NHK）- 門倉修造 役
- 赤い魂（1980年、TBS）
- ある日突然?!スパゲティ・ママの青春白書（1980年、テレビ朝日） - 上杉格 役
- 続 あ・うん（1981年、NHK）- 門倉修造 役
- 秋なのにバラ色（1981年、毎日放送） - 高木圭一郎 役
- ひまわりの歌（1981年、TBS）
- さらば女ともだち（1983年、テレビ朝日） - 竹井誠 役、※共演の石立鉄男と主題歌
- 2人の女シリーズ・2 女のたたかい（1984年、TBS）
- 妻たちの乱気流（1984年、朝日放送）
- ドラマ人間模様　空き缶ユートピア（1984年、NHK）
- 松本清張スペシャル・黒い福音（1984年、TBS）
- 金曜ドラマ / 華やかな誤算（1985年、TBS）
- シャツの店（1986年、NHK） - 村川重彦 役
- 恋する時間です（1986年、日本テレビ） - 中島正一 役
- 子どもの隣り（1986年5月5日、NHK） - 本多悦太郎・万三・立木 役
- 父の詫び状[9][10]（1986年11月1日、NHK） - 田向征一郎 役、第24回プラハ国際テレビ祭プラハ金賞、第13回放送文化基金賞本賞受賞、NHK会長賞受賞
- 今朝の秋（1987年11月28日、NHK） - 宮島隆一[11] - 隆一 - ギャラクシー賞受賞
- 純ちゃんの応援歌（1988年 - 1989年、NHK） - 語り（ナレーター）
- 春の砂漠（1988年、日本テレビ）
- 虹のある部屋（1988年、NHK）
- 晴のちカミナリ（1989年4月12日 - 8月2日、NHK） - 一柳亭竜蔵 役
- テレビ朝日開局30周年記念ドラマスペシャル / ドナウの旅人（1989年、テレビ朝日）
- 男と女のミステリー / ロマンの果てII 汚れちまった悲しみに（1990年、フジテレビ）
- 結婚まで（1990年、NHK）
- 時の祭り（1990年、中部日本放送） - 文化庁芸術作品賞受賞
- 土曜ドラマ（NHK）
  - チロルの挽歌（1992年） - 菊川隆彦 役
  - 幸福の条件（1994年） - 国分 役
  - 繋がれた明日（2006年） - 大室敬三 役
- 水曜ドラマの花束 / 家へおいでよ（1996年、NHK）[12] - 寺崎悟 役
- 鳥帰る（1996年、NHK）
- 銃口・教師竜太の青春（1996年、NHK）
- 町（1997年、フジテレビ）
- びんぼう同心御用帳（1998年、テレビ朝日） - 佐野主膳 役
- 世紀末の詩（1998年、日本テレビ）
- 金曜時代劇 / スキッと一心太助（1999年、NHK）　 - 大久保彦左衛門
- 素顔のときめき（2000年、NHK）
- 合い言葉は勇気（2000年、フジテレビ）
- 忠臣蔵1/47完全版（2001年、フジテレビ） - 堀部弥兵衛
- HOTELスペシャル2002（2002年、TBS）
- 北の国から2002遺言（2002年、フジテレビ） - 山下先生 役
- 沈まない骨（2003年、日本テレビ） - 日本テレビシナリオ登龍門2002 優秀賞受賞作
- 愛と絆の人間ドラマ特別企画 / 娘よ（2003年、TBS）
- 高原へいらっしゃい（2003年7月17日、TBS） - 神崎三千男 役【特別出演】
- 海峡を渡るバイオリン（2004年、フジテレビ）
- こちら本池上署（2004年1月19日、TBS） - 江守誠太郎 役
- 輝く湖にて[13][14]（2004年、NHK）
- 日曜劇場 / あいくるしい（2005年、TBS） - 真柴明示 役※特別出演
- クライマーズ・ハイ（2005年、NHK）
- 日曜劇場 / 輪舞曲（2006年、TBS） - 風間龍一郎 役
- 月曜ゴールデン / 遠い国から来た男（2007年、TBS） - 岡野卓己 役※テレビドラマ遺作

### 映画
- 俺は待ってるぜ（1957年、日活）
- 錆びたナイフ（1958年、日活）
- 悪女の季節（1958年、松竹大船） - 入社第一作
- 坊っちゃん（1958年、松竹大船）
- 大学の合唱（1959年、松竹大船）
- いたづら（1959年、松竹大船）
- 明日の太陽（1959年、松竹大船）
- 新婚列車（1959年、松竹大船）
- 太陽に背く者（1959年、松竹京都）
- 海の地図（1959年、松竹大船）
- 体当りすれすれ娘（1959年、松竹大船）
- 暁の地平線（1959年、松竹大船）
- 明日への盛装（1959年、松竹大船）
- パイナップル部隊（1959年、松竹京都）
- 四万人の目撃者（1960年、松竹大船）
- 白い波濤（1960年、松竹大船）
- 予科練物語 紺碧の空遠く（1960年、松竹大船）
- 大穴（1960年、松竹京都）
- 俺たちに太陽はない（1960年、松竹大船）
- 鑑賞用男性（1960年、松竹大船）
- 白い肌と黄色い隊長（1960年、松竹大船）
- 明日はいっぱいの果実（1960年、松竹大船）
- 悪の華（1961年、松竹大船）
- 抱いて頂戴（1961年、松竹大船）
- 図々しい奴（1961年、松竹大船）
- 花扉（1961年、松竹大船） - 末松修 役
- 引越やつれ（1961年、松竹大船）
- 河口（1961年、松竹大船）
- 寛美の我こそは一等社員（1962年、松竹大船）
- 男の歌（1962年、松竹大船）
- 暗黒街の顔役 十一人のギャング（1963年、東映東京） - 東野(とうの)役
- ギャング対Gメン 集団金庫破り（1963年、東映東京）
- 柔道一代 （1963年、東映） - 香野理五郎 役
- 親分を倒せ（1963年、東映東京）
- 浅草の侠客（1963年、東映東京）
- 図々しい奴（1964年、東映東京）
- 乾いた花（1964年、松竹）
- 二匹の牝犬（1964年、東映東京）
- ならず者（1964年、東映東京）
- 続・図々しい奴（1964年、東映東京）
- 御金蔵破り（1964年、東映京都）
- いれずみ突撃隊（1964年、東映東京）
- ひも（1965年、東映東京）
- 悪魔のようなすてきな奴（1965年、東映）
- ダニ（1965年、東映東京）
- 網走番外地 望郷篇（1965年、東映東京）
- 網走番外地 北海篇（1965年、東映東京）
- 日本ゼロ地帯 夜を狙え（1966年、松竹大船）
- 網走番外地 荒野の対決（1966年、東映東京）
- 地獄の野良犬（1966年、東映東京）
- 男度胸で勝負する（1966年、東映東京）
- 殺るかやられるか（1966年、日活）
- トラック野郎・天下御免（1976年、東映東京）
- この子の七つのお祝いに（1982年、松竹 / 角川春樹事務所）
- 唐獅子株式会社（1983年、東映東京）
- ときめきに死す（1984年、日本ヘラルド）
- 時代屋の女房2（1985年、松竹）
- 青春かけおち篇（1987年、松竹）
- 39 刑法第三十九条（1999年、松竹）
- 釣りバカ日誌13 ハマちゃん危機一髪!（2002年、松竹） - 桐山逸夫 役
- ドラッグストア・ガール（2004年、松竹）
- 手紙（2006年、ギャガ） - 平野 役 ※映画遺作

### バラエティ
- おしゃれ（日本テレビ）- 司会

### CM
- カネボウ
  - 「薬用紫電改」
  - 「葛根湯」
  - 「サラ」
  - 「めがねチーフ」
- 武田薬品工業 プラスV10ドリンク
- 三菱鉛筆
  - 「プロッキー」
  - 「プロパス」

- ヤシカ（現：京セラ） エレクトロ35